# La France s'engage
La France s'engage est une initiative lancée en 2014 fondée par François Hollande, alors président de la République française. De 2014 à 2017, cette initiative est portée par le ministère de la Ville, de la Jeunesse et des Sports du deuxième gouvernement de Manuel Valls, chargé de la vie associative, dont Patrick Kanner est le ministre. En 2017, cette initiative est transformée en fondation reconnue d'utilité publique. Elle soutient des projets d'innovation sociale et d'économie sociale et solidaire.

## Historique

### Création du projet
La démarche de François Hollande s'inscrit dans le cadre d'un « chantier présidentiel », qui déclare : « Traditionnellement, les chantiers présidentiels, c’étaient des monuments, c’étaient des bâtiments, c’étaient des équipements. Aujourd’hui, un chantier présidentiel, cela doit être la mise en valeur des Français eux-mêmes, de ce qu’ils construisent, de ce qu’ils imaginent, de ce qu’ils inventent, de ce qu’ils produisent. Et notamment des initiatives ». Ainsi, La France s'engage met en valeur et facilite l’extension d’initiatives socialement innovantes, d’intérêt général, portées bénévolement par des individus, des associations, des fondations, des entreprises de l'économie sociale et solidaire.
De 2014 à 2016, chaque semestre, 15 initiatives répondant à de grandes problématiques de la société et sélectionnées selon trois grands critères —  leur caractère innovant, leur utilité sociale et leur capacité à croître très rapidement sur le territoire — sont labellisées « La France s'engage ». 93 projets lauréats sont ainsi soutenus au travers du Institut national de la jeunesse et de l'éducation populaire, Fonds d'expérimentation pour la jeunesse (FEJ) doté de 50 millions d'euros. La France s'engage, comme les projets lauréats, ont été évalués par la FEJ, à l'issue des 3 ans du programme.

### Transformation en fondation
En mars 2017, l'initiative est transformée en fondation reconnue d'utilité publique.
La Fondation la France s'engage récompense ses 12 premiers lauréats en décembre 2017, à la Station F où étaient situés ses premiers locaux. Elle finance désormais une seule promotion d’une quinzaine de lauréats par an, afin d’accélérer les innovations sociales et environnementales sur tous les territoires. 
Par un concours national, elle sélectionne les projets à fort impact social les plus novateurs qui couvrent des besoins d’intérêt général dans un certain nombre de domaines : éducation, santé, emploi, transition écologique, égalité femmes-hommes, inclusion, numérique, culture. 
Elle amplifie leur croissance à travers un label, une dotation financière et un accompagnement sur 3 ans permettant de démultiplier leur impact social et favoriser leur développement territorial. 
Les locaux de la Fondation se situent à présent dans le 11ᵉ arrondissement de Paris.

## Projets soutenus
Exemples de projets soutenus depuis 2014 :
- 1000 visages
- Agence du Don en Nature
- Adie
- Afev
- Le Bal
- Bayes Impact
- Bibliothèques sans frontières
- Bip Pop
- Cartooning for Peace
- Le Choix de l'école
- Eloquentia
- Les Concerts de poche
- Cuisine mode d’emploi(s)
- École de production
- Famileo
- HelloAsso
- Le Plus Petit Cirque du monde
- Lire pour en sortir
- MuMo
- Voisin Malin
- Simplon.co
- Singa
- Association Lazare
- Unis-Cité

## Dirigeants et équipes
Le 5 septembre 2017, François Hollande devient président de la Fondation la France s'engage.
La Fondation compte notamment parmi ses administrateurs : Nadia Bellaoui, Martin Hirsch, Jean-Laurent Bonnafé, François Pinault ou encore Patrick Pouyanné.
Jean Saslawsky en a assuré la direction générale de juillet 2017 à juillet 2020. Depuis 2020, Damien Baldin assure la fonction de directeur général.
La Fondation peut également s'appuyer sur diverses personnalités comme Sophia Aram ou Marie Drucker.

## Financement
En 10 ans, La France s’engage a investi 61 millions d’euros pour soutenir les projets de 233 structures de l’économie sociale et solidaire, dans toutes les régions de France. Son financement est assuré par du mécénat d’entreprises. Sa gouvernance réunit aujourd’hui 13 entreprises mécènes et 3 institutions publiques. Ses entreprises fondatrices sont TotalEnergies, BNP Paribas, Andros et Artémis.